# 笠井瑞丈
笠井　瑞丈（かさい　みつたけ、1975年 - ）は、日本のダンサー。舞踏家笠井叡の三男。

## 来歴
東京都生まれ。幼少期をドイツで過ごす。父笠井叡と山崎広太に師事し、ブレイクダンス、コンテンポラリーダンス、舞踏を学ぶ。
1997年サンフランシスコ舞踏フェスティヴァルにて笠井叡の作品に出演。
1998年ソロ作品《春の雪》（セッションハウス）を発表、 2001年から2003年にかけて上村なおか等と精力的に共作・共演。
2004年、ワークショップ ＜誰もいない美術館でvol.1「いっしょに踊る、写真と」＞（世田谷美術館）のパフォーマーをつとめる。同年JCDN全国巡回プロジェクト2004＜踊りに行くぜ!vol.5＞に出演．2005年2月、ソロ作品《華の乱—椿編—》 （セッションハウス）を発表。2003年よりM-laboratoryに参加。
2009年、文化庁新進芸術家派遣研修員としてニューヨークに留学。
写真家の笠井爾示は兄。

## 出演

### 舞台
- Dance Company Arche『ホムンクルスの地図』（2024年11月29日 - 12月1日、シアターグリーン BOX in BOX THEATER）[1]